# Christopher Legh
Pour les articles homonymes, voir Legh.
Christopher Legh né le 18 novembre 1972 à Melbourne est un triathlète professionnel australien, multiple vainqueur sur triathlon Ironman ou Ironman 70.3.

## Palmarès en triathlon
Le tableau présente les résultats les plus significatifs (podium) obtenus sur le circuit international de triathlon et de duathlon depuis 1997,.
| Année | Compétition                              | Pays       | Position           | Temps           |
| ----- | ---------------------------------------- | ---------- | ------------------ | --------------- |
| 2015  | Powerman USA                             | États-Unis | Médaille d'or      | 2 h 56 min 3 s  |
| 2012  | Ironman 70.3 Lake Stevens                | États-Unis | Médaille d'or      | Timing          |
| 2012  | Championnats du monde de triathlon cross | États-Unis | Médaille de bronze | 2 h 14 min 11 s |
| 2008  | Ironman 70.3 Steelhead                   | États-Unis | Médaille d'or      | 3 h 32 min 13 s |
| 2008  | Ironman 70.3 Cancún                      | Mexique    | Médaille d'or      | 4 h 1 min 45 s  |
| 2008  | Xterra Australie                         | Australie  | Médaille d'or      | Timing          |
| 2006  | Ironman 70.3 Baja                        | Mexique    | Médaille d'or      | Timing          |
| 2006  | Eagleman Ironman 70.3                    | États-Unis | Médaille d'or      | Timing          |
| 2005  | Eagleman Ironman 70.3                    | États-Unis | Médaille d'or      | Timing          |
| 2004  | Ironman Coeur d’Alene                    | États-Unis | Médaille d'or      | Timing          |
| 2004  | Ironman Australie                        | Australie  | Médaille d'argent  | Timing          |
| 2002  | Ironman Wisconsin                        | États-Unis | Médaille d'argent  | Timing          |
| 2000  | Ironman Californie                       | États-Unis | Médaille d'or      | Timing          |
| 2000  | Wildflower Triathlon                     | États-Unis | Médaille d'or      | Timing          |
| 1999  | Ironman Brésil                           | Brésil     | Médaille d'argent  | Timing          |
| 1998  | Ironman Australie                        | Australie  | Médaille d'argent  | Timing          |
| 1997  | Ironman Australie                        | Australie  | Médaille de bronze | Timing          |